# Operculina sericantha
Operculina sericantha là một loài thực vật có hoa trong họ Bìm bìm. Loài này được (Miq.) Ooststr. mô tả khoa học đầu tiên năm 1932.